# Bad Westernkotten

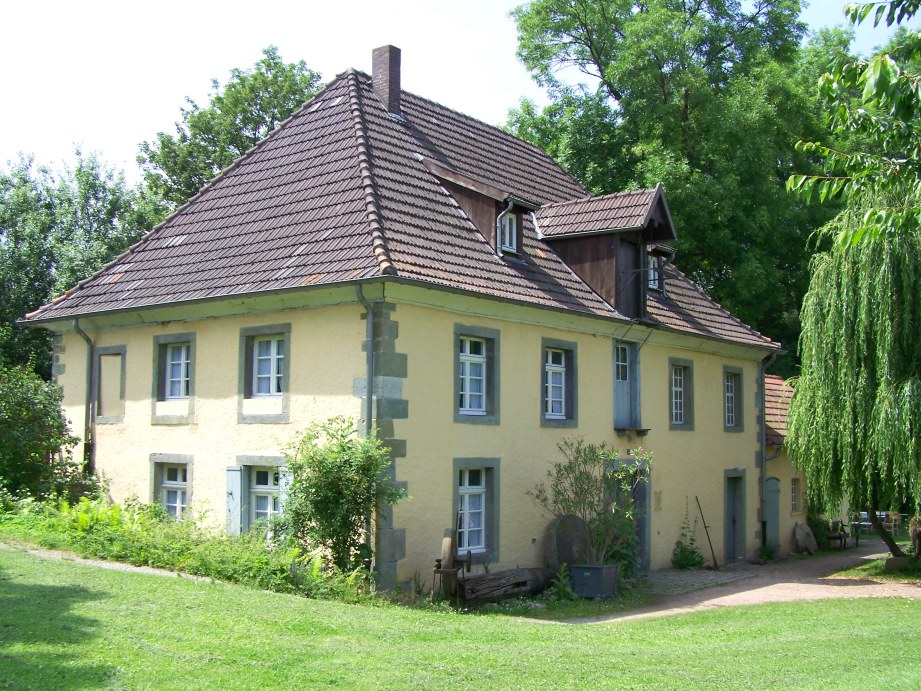
Die Schäferkämper Wassermühle

Bad Westernkotten (bis 1958 Westernkotten) ist der zweitgrößte Stadtteil von Erwitte im Kreis Soest in Nordrhein-Westfalen. Der Stadtteil hat 4.702 Einwohner (Stand: Juni 2024).

## Geographie
Bad Westernkotten liegt am Südrand der Westfälischen Tieflandbucht, etwa 70 Kilometer östlich von Dortmund und 30 Kilometer westlich von Paderborn. Naturräumlich liegt Bad Westernkotten in der Soester Börde und gehört zum Übergangsbereich zwischen der Nordabdachung des Haarstranges und dem Ostmünsterland.
Die Landschaft nördlich des Hellwegs wird als untere Hellwegbörde, die südlich des Hellwegs als obere Hellwegbörde bezeichnet. In der Nähe des ehemaligen Einzelgehöftes Domhof liegt der höchste Punkt Bad Westernkottens mit fast 160 Metern über NN.

## Geschichte

### Ortsname
Bad Westernkotten, früher Cothen, Cothun oder auch Westeren Kotten genannt, wird erstmals im Jahre 976 in den Corveyer Traditionen urkundlich erwähnt. Diese Schenkungsurkunde ist ein Verzeichnis der an das Kloster Corvey geschenkten Güter. Der Name „Westernkotten“ ist aus der Blickrichtung von Paderborn aus entstanden.
Der größte Salzsiedeberechtigte und wichtigste Grundbesitzer war über Jahrhunderte der Paderborner Bischof, der einen näher gelegenen Salzort „Salzkotten“ nannte. Das etwa 20 km westlich gelegene Westernkotten erhielt so den Namen „Westernkotten“; „Kotten“ wird zum einen als Begriff für ein kleines Bauernhaus oder Bauerndorf gedeutet, andere Forscher verweisen darauf, dass das Wort 'kote' ein von einem Hof oder aus einer Flur herausgeschnittenes Landstück bezeichnet. Sie begründen ihre Annahme damit, dass die ursprüngliche Berechtigung zum Salzgewinnen bei den Königen lag und dass der königliche Besitz aus der üblichen Flur herausgeschnitten wurde.

### Besiedlung, Herrschaftsverhältnisse
Schon weit vor der Zeit der Ersterwähnung war der Raum besiedelt. Funde aus der Mittleren Steinzeit (8000–4000 v. Chr.) sowie jungsteinzeitliche Siedlungsspuren (4000–1700 v. Chr.) in der Domhofsiedlung zeigen, dass der Raum schon lange vor seiner erstmaligen urkundlichen Erwähnung besiedelt war. So wurden etwa Keile und Hacken, steinerne Äxte sowie eine durchlochte Geweihsprosse gefunden, die heute im Heimatmuseum in Lippstadt gezeigt werden.
Für die Ansiedlung der ersten germanischen Stämme, der Sugambrer und Brukterer, im Raum Westernkotten waren neben der Nähe zum Hellweg und zu Quellen und Flüssen (Osterbach, Gieseler) auch die Salzquellen von großer Bedeutung. Sie galten den Germanen als heilige Stätten. Die Technik der Salzgewinnung aus Sole war ihnen bekannt.
Seit 696 stand der Raum Westernkotten nach kurzem fränkischen Einfluss unter der Herrschaft sächsischer Stämme.
Durch die Kriege mit den Sachsen gewannen der Hellweg und somit auch Westernkotten zunehmend an Bedeutung, stellte der Hellweg doch die Verbindung zum wichtigsten fränkischen Stützpunkt in Sachsen, Paderborn, her. Der Hellweg wurde in diesem Zusammenhang ausgebaut; Königsgüter im Abstand von 5 bis 10 Kilometern sollten Sicherheit und Unterbringung gewährleisten. Zu den Königsgütern zählen im Raum Westernkotten die Königshöfe Erwitte und Geseke. Zum Erwitter Königshof gehörten auch Besitzungen in Westernkotten.
Im Jahre 1027 erhielt der Paderborner Bischof Meinwerk diese Güter einschließlich der Solebrunnen von Kaiser Konrad II. geschenkt. Der Bischof war seither größter Grundeigentümer im Ort. Das führte über Jahrhunderte zu Konflikten mit den Landesherren des Herzogtums Westfalen, den Kölner Fürstbischöfen.
Bis ins 15. Jahrhundert waren die Einwohner des Raumes Westernkotten auf zahlreiche kleine Bauerschaften verteilt. Die wichtigsten hießen Aspen, Hockelheim und Ussen. Im Rahmen der Soester Fehde (1444–1449) wurden diese Orte zerstört, die Überlebenden siedelten sich an den Salzbrunnen an. Etwa 60 Jahre später legten die Bewohner eine Landwehr zum Schutz der Salzhütten und des Dorfes an.
Im Dreißigjährigen Krieg wurde der Ort schwer heimgesucht, zu Kontributionen verpflichtet und geplündert. Besonders die Truppen des Herzogs Christian von Braunschweig, seit 1619 auf holländisch-pfälzischer Seite am Krieg beteiligt, trieben hier ihr Unwesen. Im Gefolge des Krieges dezimierte besonders im Jahre 1635 die Pest, der „Schwarze Tod“, die Bevölkerung.
Im Jahr 1673 wurde der Ort ebenfalls fast komplett zerstört: Im Rahmen der Auseinandersetzung um die Einverleibung Hollands durch Frankreich unter Ludwig XIV., mit dem sich unter anderem der Erzbischof von Köln verbündete, steckten brandenburgische Truppen den Ort an vier Stellen in Brand, verboten das Löschen und legten so mehr als 90 Häuser und die Salzhütten in Schutt und Asche.
Nach dem Siebenjährigen Krieg (1756–1763) nahm der Ort einen deutlichen wirtschaftlichen Aufschwung, der vor allem mit der Erneuerung des Salinenbetriebes nach Vorschlägen des Salzkottener Pfarrers Korte einherging.
1802 endete die Herrschaft der Kölner Fürstbischöfe, und nach kurzer Landeshoheit des Landgrafen von Hessen-Darmstadt wurde das Herzogtum Westfalen 1816 preußische Provinz.

### Eingemeindung
Am 1. Januar 1975 wurde Bad Westernkotten nach Erwitte eingemeindet.

### Einwohner
| Jahr | Einwohner     |
| ---- | ------------- |
| 1818 | 1118          |
| 1852 | 1380          |
| 1900 | 1097          |
| 1961 | 1989          |
| 1970 | 2601          |
| 1974 | 2734          |
| 1975 | 2757          |
| 1997 | mehr als 4000 |
| 2005 | 4190          |
| 2011 | 4241          |

### Religion

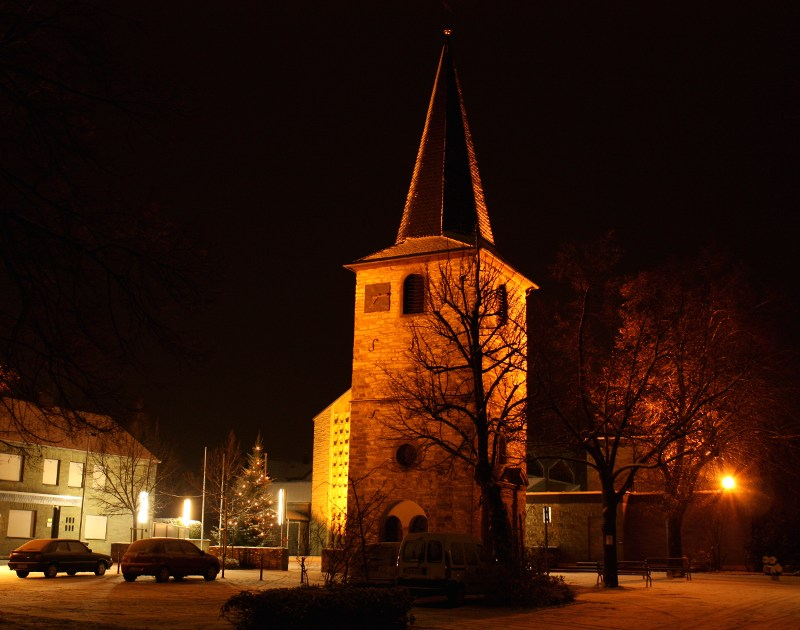
Kirche St. Johannes Evangelist

Im Jahre 1829 gelang der weithin katholischen Bevölkerung ein erster wichtiger Schritt zur Loslösung von der Mutterpfarrei Erwitte: Westernkotten wurde Vikarie. Die volle kirchengemeindliche Selbstständigkeit als Pfarrei war erst 1902 erreicht.

### Wirtschaft
Wirtschaftlich spielte im 19. Jahrhundert die Salzindustrie weiterhin die wichtigste Rolle und erreichte mit einer jährlichen Produktion von etwa 35.000 Zentnern um 1850 ihren Höhepunkt.
Nach dem Zweiten Weltkrieg rückte der Kurbetrieb vermehrt in den Vordergrund und wurde zum größten Arbeitgeber im Ort. Trotz der Gesundheitsreform von 1996, die dem Kurtrieb stark zusetzte, ist er dies immer noch. Im Ort gibt es unter anderem zwei Kliniken mit AHB-Zulassung und darüber hinaus etwa 700 Gästebetten in Hotels, Pensionen und Ferienwohnungen. Im Jahre 2010 wurden mehr als 27.000 Gäste und über 200.000 Übernachtungen gezählt.

### Nach dem Zweiten Weltkrieg
Im Zweiten Weltkrieg nahmen am 4. April 1945 amerikanische Truppen Westernkotten kampflos ein; materielle Kriegsschäden waren verglichen mit den Zerstörungen in vielen deutschen Städten verhältnismäßig gering.
Allerdings lagen zwei wichtige Wirtschaftszweige zunächst völlig am Boden: Die Salzindustrie kam 1949 endgültig an ihr Ende, und das Kurwesen konnte erst 1950 durch die Gründung der Solbad GmbH, die bis heute wichtigster Träger des Heilbades ist, reaktiviert werden.

## Politik

### Wappen
Bis 1975 war die Gemeinde Bad Westernkotten selbstständig und führte ein eigenes Wappen, den sogenannten Pfannenhaken der Sälzer. Dieses Wappen war 1936 verliehen worden und ist seit der kommunalen Neuordnung Teil des Wappens der Stadt Erwitte.
In der Genehmigungsurkunde ist das Wappen wie folgt beschrieben: „Das Wappen zeigt in Rot ein goldenes, hausmarkenähnliches Zeichen in der Form eines schwebenden Schräglinksbalkens, der in der Mitte mit einem kurzen Querbalken belegt ist und dessen Enden (oben nach links, unten nach rechts) im spitzen Winkel umgebogen sind.“ Diese Wappenfigur gleicht einer typischen Form der „Wolfsangel“.

### Ortsvorsteher
Franz-Josef Schütte (CDU)

## Verkehr
Etwa 1500 Meter südlich des heutigen Ortskerns verläuft die Bundesstraße 1, der alte Hellweg, die Bad Westernkotten über die Anschlussstellen Geseke und Erwitte/Anröchte mit der Bundesautobahn 44 Dortmund-Kassel verbindet.
Westlich verläuft die B55, über die bei Rheda-Wiedenbrück die Bundesautobahn 2 erreicht werden kann.
Um den Durchgangsverkehr zu unterbinden, besteht im gesamten Ort eine Tempo-30-Zone und im Ortskern ein verkehrsberuhigter Bereich.

### Öffentliche Verkehrsmittel
Bad Westernkotten liegt im Bereich des Westfalentarifs. Durch den Ortskern verläuft die Buslinie R61 der Regionalverkehr Ruhr-Lippe GmbH, die auf der Strecke Lippstadt – Bad Westernkotten – Erwitte – Anröchte im Halb- bis Ein-Stunden-Takt verkehrt.
In den Nächten von Freitag auf Samstag, Samstag auf Sonntag, sowie in den Nächten auf Feiertagen verkehrt abends und nachts auf dieser Strecke die Nachtbuslinie N1, mit einer in Lippstadt leicht veränderten Routenführung.
Der nächste Bahnhof befindet sich in Lippstadt. Von hier verkehren im Fernverkehr täglich mehrere ICE/IC-Verbindungen zu wichtigen deutschen Großstädten wie z. B. Köln, Düsseldorf, Leipzig, Dresden und Berlin. Im Nahverkehr werden folgende Linien bedient:
- der RE 11 „Rhein-Hellweg-Express“ im 1- bis 4-Stunden-Takt von Kassel-Wilhelmshöhe – Paderborn nach Düsseldorf und
- die RB 89 „Ems-Börde-Bahn“ im 30-Minuten-Takt nach Hamm–Münster oder Warburg mit Anschluss nach Kassel.

## Heilbad

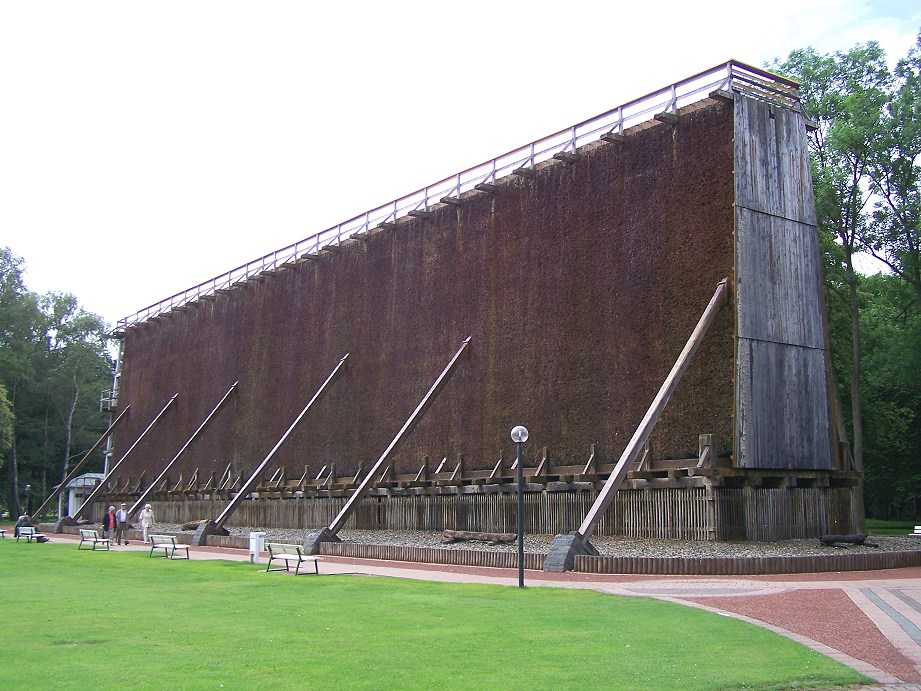
Das kleinere Gradierwerk im Kurpark

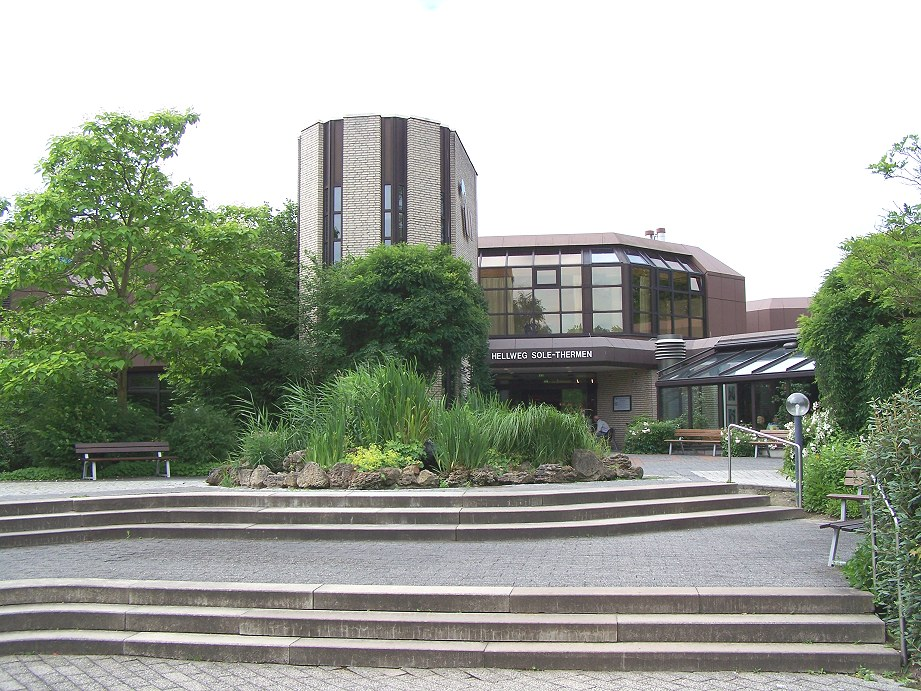
Die Hellweg Sole-Thermen

Bad Westernkotten ist heute ein staatlich anerkanntes Heilbad, dessen Heilanzeigen auf den örtlichen Heilmitteln Sole und Moor basieren.
1842 setzte Rentmeister Erdmann, ein Verwalter der in Westernkotten begüterten Familie von Papen, zum ersten Mal Sole zu Heilzwecken ein und legte damit den Grundstein für den heutigen Kurort. 1958 erhielt der Ort den Titel „Bad“ verliehen. 1975 erfolgte die Ausweisung als „Staatlich anerkanntes Heilbad“. Heute ist der Kurbetrieb mit Abstand der größte Arbeitgeber im Ort. Mehr als 1000 Gästebetten stehen zur Verfügung.